# Coppa di Lega 2001-2002 (hockey su pista)
La Coppa di Lega 2001-2002 è stata la 5ª edizione della omonima competizione italiana di hockey su pista. Il torneo ha avuto inizio il 22 settembre 2001 e si è concluso il 16 febbraio 2002.
Il trofeo è stato conquistato dal Primavera Prato per la prima volta nella sua storia.

## Squadre partecipanti
- Amatori Reggio Emilia
- Bassano 54
- Breganze
- Follonica
- Forte dei Marmi (Rinuncia)
- Modena

- Novara (Rinuncia)
- Marzotto Valdagno
- Primavera Prato
- Roller Salerno
- Thiene
- Trissino

## Risultati

### Prima fase

#### Girone A
| Squadra               | Pt | G | V | N | P | GF | GS | DG  |
| --------------------- | -- | - | - | - | - | -- | -- | --- |
| Amatori Reggio Emilia | 9  | 4 | 3 | 0 | 1 | 23 | 14 | +9  |
| Modena                | 6  | 4 | 2 | 0 | 2 | 7  | 27 | -20 |
| Thiene                | 3  | 4 | 1 | 0 | 3 | 26 | 15 | +11 |
| Novara                | -  | - | - | - | - | -  | -  | -   |

| Modena 22 settembre 2001 1ª giornata | Modena | 4 – 0 | Amatori Reggio Emilia | PalaMolza |

| Novara 22 settembre 2001 1ª giornata | Novara | 5 – 1 | Thiene | Palasport Dal Lago |

| Reggio nell'Emilia 29 settembre 2001 2ª giornata | Amatori Reggio Emilia | 2 – 5 | Novara | PalaBigi |

| Thiene 29 settembre 2001 2ª giornata | Thiene | 2 – 3 | Modena | PalaCeccato |

| Reggio nell'Emilia 6 ottobre 2001 3ª giornata | Amatori Reggio Emilia | 4 – 3 | Thiene | PalaBigi |

| Novara 6 ottobre 2001 3ª giornata | Novara | 4 – 2 | Modena | Palasport Dal Lago |

| Reggio nell'Emilia 5 gennaio 2002 4ª giornata | Amatori Reggio Emilia | 11 – 0 | Modena | PalaBigi |

| Thiene 5 gennaio 2002 4ª giornata | Thiene | 2 – 0 | Novara | PalaCeccato |

| Modena 19 gennaio 2002 5ª giornata | Modena | 0 – 14 | Thiene | PalaMolza |

| Novara 19 gennaio 2002 5ª giornata | Novara | nd – nd | Amatori Reggio Emilia | Palasport Dal Lago |

| Modena 2 febbraio 2002 6ª giornata | Modena | nd – nd | Novara | PalaMolza |

| Thiene 2 febbraio 2002 6ª giornata | Thiene | 7 – 8 | Amatori Reggio Emilia | PalaCeccato |

#### Girone B
| Squadra           | Pt | G | V | N | P | GF | GS | DG  |
| ----------------- | -- | - | - | - | - | -- | -- | --- |
| Trissino          | 16 | 6 | 5 | 1 | 0 | 32 | 14 | +18 |
| Breganze          | 9  | 6 | 3 | 0 | 3 | 40 | 26 | +14 |
| Bassano 54        | 7  | 6 | 2 | 1 | 3 | 26 | 50 | -24 |
| Marzotto Valdagno | 3  | 6 | 1 | 0 | 5 | 27 | 35 | -8  |

| Bassano del Grappa 22 settembre 2001 1ª giornata | Bassano 54 | 2 – 4 | Marzotto Valdagno | PalaSind |

| Breganze 22 settembre 2001 1ª giornata | Breganze | 3 – 4 | Trissino | PalaFerrarin |

| Breganze 29 settembre 2001 2ª giornata | Breganze | 3 – 7 | Bassano 54 | PalaFerrarin |

| Valdagno 29 settembre 2001 2ª giornata | Marzotto Valdagno | 1 – 3 | Trissino | PalaLido |

| Breganze 6 ottobre 2001 3ª giornata | Breganze | 6 – 5 | Marzotto Valdagno | PalaFerrarin |

| Trissino 6 ottobre 2001 3ª giornata | Trissino | 2 – 2 | Bassano 54 | PalaSinico |

| Valdagno 5 gennaio 2002 4ª giornata | Marzotto Valdagno | 9 – 10 | Bassano 54 | PalaLido |

| Trissino 5 gennaio 2002 4ª giornata | Trissino | 4 – 1 | Breganze | PalaSinico |

| Bassano del Grappa 19 gennaio 2002 5ª giornata | Bassano 54 | 3 – 19 | Breganze | PalaSind |

| Trissino 19 gennaio 2002 5ª giornata | Trissino | 6 – 5 | Marzotto Valdagno | PalaSinico |

| Bassano del Grappa 2 febbraio 2002 5ª giornata | Bassano 54 | 2 – 13 | Trissino | PalaSind |

| Valdagno 2 febbraio 2002 5ª giornata | Marzotto Valdagno | 3 – 8 | Breganze | PalaLido |

#### Girone C
| Squadra         | Pt | G | V | N | P | GF | GS | DG |
| --------------- | -- | - | - | - | - | -- | -- | -- |
| Follonica       | 9  | 4 | 3 | 0 | 1 | 14 | 11 | +3 |
| Primavera Prato | 6  | 4 | 2 | 0 | 2 | 16 | 14 | +2 |
| Roller Salerno  | 3  | 2 | 1 | 0 | 3 | 9  | 14 | -5 |
| Forte dei Marmi | -  | - | - | - | - | -  | -  | -  |

| Prato 22 settembre 2001 1ª giornata | Primavera Prato | 1 – 2 | Forte dei Marmi | PalaRogai |

| Salerno 22 settembre 2001 1ª giornata | Roller Salerno | 2 – 6 | Follonica | PalaTumilieri |

| Follonica 29 settembre 2001 2ª giornata | Follonica | 6 – 2 | Primavera Prato | Pista Armeni |

| Salerno 29 settembre 2001 2ª giornata | Roller Salerno | 0 – 2 | Forte dei Marmi | PalaTumilieri |

| Forte dei Marmi 6 ottobre 2001 3ª giornata | Forte dei Marmi | 6 – 3 | Follonica | PalaForte |

| Salerno 6 ottobre 2001 3ª giornata | Roller Salerno | 5 – 3 | Primavera Prato | PalaTumilieri |

| Follonica 5 gennaio 2002 4ª giornata | Follonica | 1 – 0 | Roller Salerno | Pista Armeni |

| Forte dei Marmi 5 gennaio 2002 4ª giornata | Forte dei Marmi | 4 – 12 | Primavera Prato | PalaForte |

| Forte dei Marmi 19 gennaio 2002 5ª giornata | Forte dei Marmi | nd – nd | Roller Salerno | PalaForte |

| Prato 19 gennaio 2002 5ª giornata | Primavera Prato | 7 – 1 | Follonica | PalaRogai |

| Follonica 2 febbraio 2002 6ª giornata | Follonica | nd – nd | Forte dei Marmi | Pista Armeni |

| Prato 2 febbraio 2002 6ª giornata | Primavera Prato | 4 – 2 | Roller Salerno | PalaRogai |

### Final six
La Final four del torneo si è disputata a Prato il 16 febbraio 2002.

#### Turno eliminatorio
| Prato 16 febbraio 2002 | Follonica | 1 – 2 | Breganze | PalaRogai |

| Prato 16 febbraio 2002 | Primavera Prato | 6 – 1 | Amatori Reggio Emilia | PalaRogai |

| Prato 16 febbraio 2002 | Trissino | 1 – 5 | Modena | PalaRogai |

#### Girone finale
| Squadra         | Pt | G | V | N | P | GF | GS | DG  |
| --------------- | -- | - | - | - | - | -- | -- | --- |
| Primavera Prato | 6  | 2 | 2 | 0 | 0 | 14 | 2  | +12 |
| Modena          | 3  | 2 | 1 | 0 | 1 | 3  | 7  | -4  |
| Breganze        | 0  | 2 | 0 | 0 | 2 | 4  | 12 | -8  |

| Prato 16 febbraio 2002 | Breganze | 2 – 9 | Primavera Prato | PalaRogai |

| Prato 16 febbraio 2002 | Modena | 3 – 2 | Breganze | PalaRogai |

| Prato 16 febbraio 2002 | Primavera Prato | 5 – 0 | Modena | PalaRogai |